# Buszyce (gromada)
Buszyce – dawna gromada, czyli najmniejsza jednostka podziału terytorialnego Polskiej Rzeczypospolitej Ludowej w latach 1954–1972.
Gromady, z gromadzkimi radami narodowymi (GRN) jako organami władzy najniższego stopnia na wsi, funkcjonowały od reformy reorganizującej administrację wiejską przeprowadzonej jesienią 1954 do momentu ich zniesienia z dniem 1 stycznia 1973, tym samym wypierając organizację gminną w latach 1954–1972.
Gromadę Buszyce z siedzibą GRN w Buszycach utworzono – jako jedną z 8759 gromad na obszarze Polski – w powiecie grodziskomazowieckim w woj. warszawskim, na mocy uchwały nr VI/10/4/54 WRN w Warszawie z dnia 5 października 1954. W skład jednostki weszły obszary dotychczasowych gromad Buszyce, Drybus, Strumiany i Wyczułki ze zniesionej gminy Kaski w tymże powiecie. Dla gromady ustalono 10 członków gromadzkiej rady narodowej.
1 stycznia 1960 z gromady Buszyce wyłączono wsie Strumiany Dolne i Strumiany Górne, włączając je do gromady Kaski w tymże powiecie, po czym gromadę Buszyce zniesiono 31 grudnia 1959 a jej (pozostały) obszar włączono do gromady Baranów w tymże powiecie (podkreślone i wykreślone zmiany retroaktywnie określone uchwałami z 25 lutego 1960).